# Lasioglossum alphenum
Lasioglossum alphenum là một loài Hymenoptera trong họ Halictidae. Loài này được Cameron mô tả khoa học năm 1897.